# Ministr turismu Izraele
Ministr turismu Izraele (hebrejsky שר התיירות‎, sar ha-tajarut) je člen izraelské vlády, který stojí v čele ministerstva turismu. Jedná se o relativně méně významný post v rámci izraelské vlády.
Tato funkce vznikla roku 1964 a prvním ministrem se stal Akiva Govrin. V letech 1977 až 1981 však bylo portfolio turismu přičleněno pod ministerstvo obchodu a průmyslu. Jediným izraelským premiérem, který tento post kdy zastával byl Ehud Barak, a to v době, kdy byl zároveň premiérem, zatímco jediným izraelským prezidentem, který tento post zastával byl Moše Kacav (1996–1999).
Pouze jednou v historii této funkce existoval náměstek ministra, a to na přelomu 60. a 70. let.

## Seznam ministrů
| jméno               | strana                    | vláda                   | funkční období         | poznámka |
| ------------------- | ------------------------- | ----------------------- | ---------------------- | -------- |
| Akiva Govrin        | Mapaj                     | 12.                     | 22.12.1964–12.01.1966  |          |
| Moše Kol            | Nezávislí liberálové      | 13., 14., 15., 16., 17. | 12.01.1966–20.06.1977  | [ p 1 ]  |
| Gide'on Pat         | Likud                     | 19.                     | 05.08.1981–11.08.1981  |          |
| Avraham Šarir       | Likud                     | 19., 20., 21., 22.      | 11.08.1981–22.12.1988  |          |
| Gide'on Pat         | Likud                     | 23., 24.                | 22.12.1988–13.07.1992  |          |
| Uzi Bar'am          | Strana práce              | 25., 26.                | 13.07.1992–18.06.1996  |          |
| Moše Kacav          | Likud                     | 27                      | 18.06.1996–06.07.1999  |          |
| Ehud Barak          | Jeden Izrael              | 28.                     | 06.07.1999–05.08.1999  | [ p 2 ]  |
| Amnon Lipkin-Šachak | Strana středu             | 28.                     | 05.08.1999- 07.03.2001 |          |
| Rechav'am Ze'evi    | Národní jednota           | 29.                     | 07.03.2001–17.10.2001  | [ p 3 ]  |
| Binjamin Elon       | Národní jednota           | 29.                     | 31.10.2001–14.03.2002  |          |
| Jicchak Levy        | Národní náboženská strana | 29.                     | 18.09.2002–28.02.2003  |          |
| Binjamin Elon       | Národní jednota           | 30.                     | 28.02.2003–06.06.2004  | [ p 4 ]  |
| Gideon Ezra         | Likud                     | 30.                     | 04.07.2004–10.01.2005  | [ p 5 ]  |
| Avraham Hirschson   | Kadima                    | 30.                     | 10.01.2005–04.05.2006  |          |
| Jicchak Herzog      | Strana práce              | 31.                     | 04.05.2006–21.03.2007  |          |
| Jicchak Aharonovič  | Jisra'el bejtenu          | 31.                     | 21.03.2007–16.01.2008  |          |
| Ruchama Avraham     | Kadima                    | 31.                     | 14.07.2008–31.03.2009  |          |
| Stas Misežnikov     | Jisra'el bejtenu          | 32.                     | 31.03.2009–05.02.2013  |          |
| Uzi Landau          | Jisra'el bejtenu          | 33.                     | 18.03.2013–14.05.2015  |          |
| Jariv Levin         | Likud                     | 34.                     | 14.05.2015–17.05.2020  |          |
| Asaf Zamir          | Kachol lavan              | 35.                     | 17.05.2020–02.10.2020  |          |
| Orit Farkaš-Hakohen | Kachol lavan              | 35.                     | 14.10.2020–13.06.2021  |          |
| Jo'el Razvozov      | Ješ atid                  | 36.                     | 13.06.2021–29.12.2022  |          |
| Chajim Kac          | Likud                     | 37.                     | od 29.12.2022          |          |

### Seznam náměstků ministrů
| jméno         | strana               | vláda | funkční období          |
| ------------- | -------------------- | ----- | ----------------------- |
| Jehuda Ša'ari | Nezávislí liberálové | 15.   | 22.12.1969 - 10.03.1974 |